# Архимандрит Никанор (Савић)
Никанор (световно Никола Савић; Рабровица, 3. април 1902 — Манастир Светог Саве у Илајну, 4. март 1990), познат и као Старац Никанор Хиландарац, био је архимандрит, проигуман, епитроп и духовник манастира Хиландар.
Рођен је 1902. године као Никола Савић у Рабровици у Дивцима код Ваљева. Из Диваца је у Хиландар отишао 1927. године. Провео је више од шездесет година у Хиландару са великим угледом у целој Светој Гори Атонској којој је не једном био и Протос.
Био је велики ктитор, у Дивцима је саградио цркву посвећену Светом Георгију, а у Какову на хиландарском имању прелепи храм. Обнављао је метохе Хиландара у Сланцима и Раковици код Београда, Хајдучици у Банату, Нишу, на Романији... Приписују му огромне заслуге за покретање издаваштва на Хиландару и СПЦ, али и стипендирању школовања теолога.
Свети старац Никанор је у Хиландару примао и мирио завађену браћу, а тим послом често је одлазио и на мисионарска путовања. Тако је и јануара 1990. године кренуо на своје последње велико путовање, у Аустралију.
Умро је 4. марта 1990. године у Сиднеју, а према својој жељи сахрањен је у храму Светог Алимпија Столпника у манастиру Светог Саве у Илајну.